# Oleander
 (janvier 2024).
Si vous disposez d'ouvrages ou d'articles de référence ou si vous connaissez des sites web de qualité traitant du thème abordé ici, merci de compléter l'article en donnant les références utiles à sa vérifiabilité et en les liant à la section « Notes et références ».
Oleander est un groupe de rock américain formé en 1995, originaire de Sacramento, en Californie.
Il est formé de Thomas Flower (guitare électrique et chant), Rick Mouser (guitare électrique rythmique), Doug Eldridge (guitare basse) et Steve Brown (batterie). 
Le style de musique du groupe est comparable à celui des groupes comme Foo Fighters, Sponge, The Exies, Weezer, Green Day, Nirvana ou encore The Smashing Pumpkins. Le style musical est qualifié de post-grunge mais certaines de leurs chansons comme Halo de leur album Unwind (2001) sont plutôt de style pop folk. 

## Discographie

### EP
- 1996 : Oleander
- 2002 : Runaway Train
- 2010 : Daylight

### Albums studio
- 1997 : Shrinking in the blob
- 1999 : February Son
- 2001 : Unwind
- 2003 : Joyride
- 2013 : Something beautiful

### Singles
- 1997 : Shrinking in the blob
- 1997 : Down when I'm loaded
- 1999 : Why I'm here
- 1999 : I walk alone
- 1999 : Boys Don't Cry (reprise de The Cure)
- 2001 : Are you there ?
- 2001 : Champion
- 2001 : Halo
- 2003 : Joyride
- 2003 : Hands off the wheel
- 2010 : Daylight
- 2013 : Something beautiful